# Withyham
Withyham is een civil parish in het bestuurlijke gebied Wealden, in het Engelse graafschap East Sussex met 2854 inwoners.

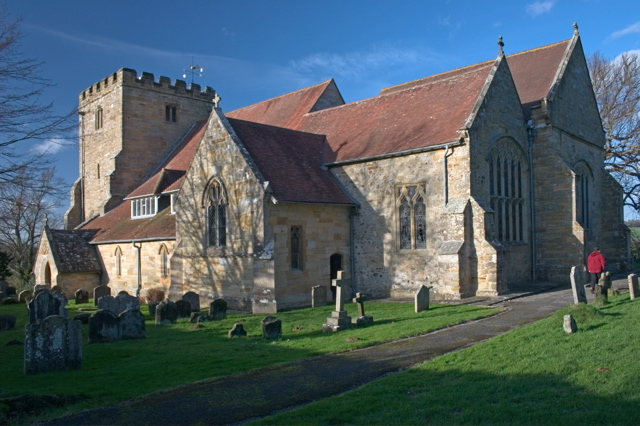
Kerk in Withyham